# Bartłomiej (Gorodcow)
Bartłomiej, imię świeckie Siergiej Dmitriewicz Gorodcow (ur. 23 czerwca?/5 lipca 1866 w Pozdnym, zm. 1 czerwca 1956 w Nowosybirsku) – rosyjski biskup prawosławny. 

## Życiorys
Był synem kapłana prawosławnego. W 1886 ukończył seminarium duchowne w Riazaniu, następnie w 1890 Petersburską Akademię Duchowną. W Akademii spotkał się pierwszy raz z Sergiuszem (Stragorodskim), z którym pozostawał w przyjaźni do końca życia. Akademię ukończył z tytułem kandydata nauk teologicznych jako jeden z najlepszych absolwentów. Po zawarciu związku małżeńskiego 11 grudnia 1892 został wyświęcony na diakona, zaś dzień później na kapłana przez egzarchę Gruzji Włodzimierza. Posługę duszpasterską sprawował w Tyflisie w cerkwiach św. Aleksandra Newskiego, Kazańskiej Ikony Matki Bożej oraz św. Michała Twerskiego. Przyczynił się do wzniesienia nowej świątyni parafii Kazańskiej Ikony Matki Bożej. Nie miał biologicznych dzieci, jedynie adoptowane. Od 1920 był proboszczem w parafii przy soborze św. Aleksandra Newskiego w Baku. 
W 1923 został aresztowany w Baku i skazany na pięcioletnią zsyłkę do Ufy. Wyrok OGPU został jednak zrewidowany i zmieniony na dwa lata łagru w dawnym Monasterze Sołowieckim. W czasie odbywania przezeń kary zmarła jego żona. W 1926 został przeniesiony na przymusowe osiedlenie w sielsowiecie Ostiackim, zaś 1 stycznia 1930 – do miasta Boguczar. W 1933 ponownie otrzymał prawo swobodnego przemieszczania się po Związku Radzieckim. Od lutego 1935 był kapłanem we wsi Wołownikowo (obwód moskiewski), zaś od 1941 do 1942 we wsi Raboczyj Posiołok (obwód kaliniński). 
17 kwietnia 1942 otrzymał nominację do objęcia godności biskupa możajskiego, wikariusza eparchii moskiewskiej, po uprzednim złożeniu wieczystych ślubów mniszych. 29 maja 1942 ks. Siergiej Gorodcow złożył śluby przed metropolitą moskiewskim i kołomieńskim Sergiuszem, przyjmując imię Bartłomiej. 31 maja tego samego roku miała miejsce jego chirotonia biskupia, zaś następnego dnia duchowny otrzymał godność arcybiskupią. W listopadzie 1942 powierzono mu zarząd eparchii ulianowskiej. W okresie II wojny światowej Bartłomiej (Gorodcow) zaliczał się do najbliższych współpracowników metropolity Sergiusza (Stragorodskiego), wybranego w 1943 na patriarchę Moskwy i całej Rusi (zm. 1944). 
26 lipca 1943 został ordynariuszem eparchii nowosybirskiej i barnaułskiej oraz locum tenens wszystkich eparchii na Syberii pozbawionych własnych zwierzchników. Jako zwierzchnik eparchii nowosybirskiej doprowadził do odzyskania przez Cerkiew części zarekwirowanych jej wcześniej świątyń. W 1949 otrzymał godność metropolity. Wielokrotnie odbywał podróże duszpasterskie po całej Syberii, służąc w cerkwiach w różnych miastach. Wśród wiernych cieszył się znacznym szacunkiem. Władze radzieckie uważały go za fanatyka religijnego, dążącego do maksymalnego rozszerzenia wpływów Cerkwi, zdecydowanego konserwatysty. Zmarł w 1956 i został pochowany w soborze Wniebowstąpienia Pańskiego w Nowosybirsku. 
Autor szeregu artykułów z dziedziny teologii pasterskiej.